# Beauronne (Saint-Vincent)
Die Beauronne (auch: Beauronne de Saint-Vincent) ist ein Fluss in Frankreich, der im Département Dordogne in der Region Nouvelle-Aquitaine verläuft. Sie entspringt beim Weiler La Verrière, im Gemeindegebiet von Saint-Vincent-de-Connezac, hart an der Grenze zur Nachbargemeinde Chantérac. Der Fluss entwässert generell Richtung Südwest bis Süd und mündet nach rund 18 Kilometern im Gemeindegebiet von Saint-Front-de-Pradoux als rechter Nebenfluss in die Isle. Im Mündungsbereich splittert sich die Beauronne in zwei Flussarme auf, wovon einer etwa 100 Meter weiter flussaufwärts die Isle erreicht und den See Étang de Beaufort speist.

## Orte am Fluss
- Saint-Vincent-de-Connezac
- Beauronne
- Petit-Boissonnie, Gemeinde Douzillac

## Sehenswürdigkeiten
- Schloss Chantérac aus dem 18. Jahrhundert
- Viele Mühlen befinden sich entlang des Flusses
- Das Tal der Beauronne und die Nachbartäler in der Landschaft Double sind als Natura 2000-Schutzgebiet unter dem Namen Vallées de la Double (Code FR7200671) registriert.